# Мегуми Такасе
Мегуми Такасе (јап. 高瀬 愛実; 10. новембар 1990) јапанска је фудбалерка.

## Репрезентација
За репрезентацију Јапана дебитовала је 2010. године. Са репрезентацијом Јапана наступала је на Олимпијским играма (2012) и Светском првенству (2011). За тај тим одиграла је 61 утакмица и постигла је 9 голова.

## Статистика
| Јапан  | Јапан | Јапан |
| Год.   | Ута.  | Гол.  |
| ------ | ----- | ----- |
| 2010   | 12    | 4     |
| 2011   | 7     | 0     |
| 2012   | 10    | 1     |
| 2013   | 6     | 0     |
| 2014   | 17    | 4     |
| 2015   | 6     | 0     |
| 2016   | 3     | 0     |
| Укупно | 61    | 9     |